# Faeto, Varana, Torrente Fossa
Faeto, Varana, Torrente Fossa è un'area protetta di 391 ettari classificata zona speciale di conservazione, situata nei comuni di Prignano sulla Secchia e Serramazzoni, in provincia di Modena.

## Descrizione e caratteristiche
Il sito, localizzato nel medio Appennino modenese, si estende in forma allungata per circa 7 km in direzione Sud-Nord lungo il corso del torrente Fossa, dai Boschi di Faeto attraverso l'affioramento ofiolitico dei Sassi di Varana fino alle anse sottostanti Rocca Santa Maria. Comprende aree collinari e submontane fino a lambire le ondulazioni montane del Frignano; poggia prevalentemente su terreni del complesso caotico (Argille scagliose), dai quali affiorano rocce di varia natura e notevoli formazioni calanchive; solo nella parte bassa, verso Nord e Ovest, prevalgono affioramenti arenacei. Il sito è ricco di ambienti diversi e abbastanza ben conservati, ha notevole pregio paesaggistico e annovera emergenze storico-architettoniche. Circa metà del sito (162 ha), nella parte bassa, è inclusa nella più ampia azienda faunistica venatoria "Rocca Santa Maria". La differenziata mosaicatura degli ambienti presenti nel sito comprende prevalentemente boschi misti di caducifoglie (52%) e habitat rocciosi e detriti (20%), oltre ad ambienti di brughiera e macchia (10%), aree agricole a colture prevalentemente estensive (10%) e corpi d'acqua stagnante e corrente (5%). Lungo le sponde del torrente Fossa si trova l'habitat classificato d'interesse europeo foreste di salici e pioppi, che con castagneti, roverelleti, qualche ontaneto e lembi a pino silvestre spontaneo (habitat d'interesse conservazionistico regionale) caratterizza in senso forestale gli habitat del sito, insieme a rocce e prati per lo più aridi (in tutto 10 gli habitat d'interesse comunitario), fino ad occupare poco più di un quarto della superficie del sito.

## Flora
Nei boschi di Faeto dominano querceti mesofili con rovere e cerro accompagnati da Carpino bianco e Carpino nero. Sono localizzati alcuni castagneti e, alle quote più elevate compare qualche lembo di faggeta. Sono presenti specie relitte delle glaciazioni come Pino silvestre e Betulla nelle stazioni più fresche. Più a valle, i boschi presentano facies più xerofile, con aggruppamenti dominati dalla Roverella e dal Carpino nero, associati ad Orniello e Maggiociondolo. Sulle ofioliti, in particolare sugli affioramenti serpentinosi dei Sassi di Varana, il bosco che circonda le rupi è composto da roverella, carpino nero, orniello, acero minore, sanguinella e corniolo. Sulla roccia, oltre a licheni e crassulente di varie specie (Sempervivum spp., Sedum spp.), compaiono entità specializzate dei substrati ofiolitici come la rara felce Notholaena marantae, relitto terziario termofilo, qui presente nella sua stazione più orientale in regione. Numerose sono le specie appartenenti alla flora regionale protetta; si citano in particolare Aquilegia vulgaris, Dactylorhiza sambucina, Dianthus sylvestris, Epipactis microphylla, Erythronium dens-canis, Leucojum vernum, Lilium martagon, Ophrys fuciflora e Orchis coriophora.

## Fauna
L'avifauna registra Falco pecchiaiolo, Albanella minore, Succiacapre e Averla piccola nidificanti; sono presenti in particolare Passeriformi tipici delle aree aperte.
È ricca la fauna di Vertebrati minori, che comprende almeno sette specie di Anfibi di interesse conservazionistico (oltre al Tritone crestato, ci sono Rana agile, Rana appenninica, Geotritone, Rospo comune e Rospo smeraldino), sette specie di Rettili tra i quali il Colubro di Esculapio (Zamenis longissimus) e il Colubro liscio (Coronella austriaca). L'ululone appenninico (Bombina pachypus) è stato presente nell'area sino agli anni 1970.
Tra i Mammiferi si ricorda la presenza di Istrice e Moscardino.
Il bat-detector ha rilevato Barbastello, Nottola di Leisler e Pipistrello albolimbato.
Tra i pesci sono presenti il Ghiozzo padano (Padogobius martensii), il Barbo (Barbus plebejus) e il Vairone (Leuciscus souffia). 
Per quanto riguarda gli Invertebrati, sono presenti due specie di interesse comunitario: il Gambero di fiume (Austropotamobius pallipes), il Lepidottero Eterocero Euplagia quadripunctaria (specie prioritaria) e il Cervo volante (Lucanus cervus), Coleottero legato agli ambienti forestali e con resti di alberi marcescenti.